# 嶋田翔太
嶋田 翔太（しまだ しょうた、1991年11月17日 - ）は、日本の男性キックボクサー。埼玉県富士見市出身。島田塾所属。西武台高等学校卒業。立正大学経営学部卒業。

## 来歴
格闘技道場・島田塾の塾長でもある父親の影響で小学2年生から空手を始め、中学に入りキックボクシング一本に絞った。
2007年5月3日、「K-2 GRAND PRIX 第18回全日本新空手道選手権大会」軽量級（60kg以下）に出場。準決勝で瀧谷渉太に敗れ、第3位となった。
2007年11月23日、第98回新空手道交流大会「K-2トーナメント」軽量級に出場。決勝で白神喜弘に勝利し、優勝を果たした。
2008年2月2日、K-1デビューとなったK-1 WORLD MAX 2008で行われたオランダとの3対3対抗戦・先鋒戦でバピー"ベビーフェイス"テテローと対戦し、2RKO勝ち。
2008年5月3日、「K-2 GRAND PRIX 第19回全日本新空手道選手権大会」軽量級に出場。決勝で小山泰明に判定2-1で勝利し、優勝を果たした。
2008年8月29日、K-1甲子園 KING OF UNDER 18 〜FINAL16〜のK-1甲子園に主催者推薦で出場。1回戦で山口裕人と対戦し、判定勝ち。
2008年10月1日、K-1 WORLD MAX 2008 FINALのK-1甲子園準々決勝で村越凌と対戦し、判定勝ち。
2008年12月31日、Dynamite!! 〜勇気のチカラ2008〜のK-1甲子園準決勝でHIROYAと対戦し、判定負け。第3位となった。
2009年3月14日、K-1ルールの大会「Krush.2」で林将多と対戦し、右ミドルキックでKO勝ちを収めた。
2009年6月28日、K-1甲子園2009関東地区予選大会の特別試合で宮田隼児と対戦し、3-0の判定勝ちを収めた。
2009年8月10日、K-1甲子園 〜FINAL 16の62kg級トーナメント1回戦で大和大地と対戦し、2-1の判定勝ち。
2009年10月26日、K-1 WORLD MAX 2009 FINALで行われた準々決勝で秋元皓貴と対戦し、判定勝ち。
2009年12月31日、Dynamite!! 〜勇気のチカラ2009〜の準決勝で石田勝希に判定勝ちするも、決勝で野杁正明に判定負け。高校最後のK-1甲子園で準優勝となった。
2010年3月、西武台高等学校を卒業。4月、立正大学経営学部に進学した。
2010年5月2日、K-1 WORLD MAX 2010 〜-63kg Japan Tournament 1st Round〜で麻原将平と対戦し、2Rに右跳び膝蹴りでダウンを奪われるなどして判定負け。

## 戦績
| キックボクシング 戦績 | キックボクシング 戦績 | キックボクシング 戦績 | キックボクシング 戦績 | キックボクシング 戦績 | キックボクシング 戦績 | キックボクシング 戦績 |
| --------------------- | --------------------- | --------------------- | --------------------- | --------------------- | --------------------- | --------------------- |
| 12 試合               | (T)KO                 | 判定                  | その他                | 引き分け              | 無効試合              |                       |
| 9 勝                  | 2                     | 7                     | 0                     | 0                     | 0                     |                       |
| 3 敗                  | 0                     | 3                     | 0                     | 0                     | 0                     |                       |

| 勝敗 | 対戦相手                       | 試合結果                        | 大会名 | 開催年月日     |
| ×    | 麻原将平                       | 3R終了 判定0-3                  | K-1 WORLD MAX 2010 〜-63kg Japan Tournament 1st Round〜 【1回戦】                                         | 2010年5月2日   |
| ○    | 遠藤大翼                       | 3分3R+延長R終了 判定3-0         | Krush×Survivor                                                                                            | 2010年3月13日  |
| ×    | 野杁正明                       | 2分3R終了 判定0-3               | Dynamite!! 〜勇気のチカラ2009〜 【K-1甲子園2009 62kg級 決勝】                                             | 2009年12月31日 |
| ○    | 石田勝希                       | 2分3R終了 判定2-0               | Dynamite!! 〜勇気のチカラ2009〜 【K-1甲子園2009 62kg級 準決勝】                                           | 2009年12月31日 |
| ○    | 秋元皓貴                       | 2分3R終了 判定3-0               | K-1 WORLD MAX 2009 World Championship Tournament FINAL 【K-1甲子園2009 62kg級 準々決勝】                  | 2009年10月26日 |
| ○    | 大和大地                       | 2分3R終了 判定2-1               | K-1甲子園 〜FINAL 16 【K-1甲子園2009 62kg級 1回戦】                                                       | 2009年8月10日  |
| ○    | 宮田隼児                       | 2分3R終了 判定3-0               | K-1甲子園2009 関東地区予選大会                                                                            | 2009年6月28日  |
| ○    | 岩下文耶                       | 3R終了 判定3-0                  | 全日本キックボクシング連盟「Krush.3」                                                                     | 2009年5月17日  |
| ○    | 林将多                         | 延長R 2:29 KO（右ミドルキック） | 全日本キックボクシング連盟「Krush.2」                                                                     | 2009年3月14日  |
| ×    | HIROYA                         | 2分3R終了 判定0-3               | Dynamite!! 〜勇気のチカラ2008〜 【K-1甲子園2008 準決勝】                                                  | 2008年12月31日 |
| ○    | 村越凌                         | 2分3R終了 判定3-0               | K-1 WORLD MAX 2008 World Championship Tournament FINAL 【K-1甲子園2008 準々決勝】                         | 2008年10月1日  |
| ○    | 山口裕人                       | 2分3R終了 判定3-0               | K-1甲子園 KING OF UNDER 18 〜FINAL16〜 【K-1甲子園2008 1回戦】                                            | 2008年8月29日  |
| ○    | バピー"ベビーフェイス"テテロー | 2R 0:32 KO（右バックブロー）    | K-1 WORLD MAX 2008 〜日本代表決定トーナメント〜 【K-1 WORLD YOUTH 2008 -International Team Competition-】 | 2008年2月2日   |

## 人物
- 憧れている選手は魔裟斗。
- 前日計量で睨み合うといった気の強い一面も見せる。

## 獲得タイトル
- 新空手K-2トーナメント 軽量級 優勝（第96、97、98回）
- 第19回全日本新空手道選手権大会 軽量級 優勝（2008年）
- K-1甲子園2009 準優勝